# Arroyo Cufré
El Arroyo Cufré o Sauce del Cufré es un curso de agua uruguayo que atraviesa los departamentos de  San José y departamento de Colonia perteneciente a la cuenca hidrográfica del Río de la Plata.
Nace en la Cuchilla de San José y desemboca en el Río de la Plata tras recorrer alrededor de 16 km.